# Теймураз (царь Имеретии)
Теймураз (груз. თეიმურაზ, ? — 1772) — царь Имеретии. Царствовал с 1766 по 1768 год. Сын царя Мамуки и внук царя Имеретии Георгия VII.

## Биография
В 1766 году большая турецкая армия вторглась в Имеретию. Турки-османы захватили всю Квемо (Нижнюю) Имеретию и заняли Кутаиси, где посадили на царский престол Теймураза Мамуковича, двоюродного брата имеретинского царя Соломона I Великого. После отступления турецких войск из Имеретии, Соломон вернул себе царский престол, а его соперник Теймураз вынужден был бежать из Кутаиси, но не прекратил борьбы.
В 1768 году в битве при Цхрацкаро имеретинский царь Соломон Великий окончательно разгромил своего двоюродного брата Теймураза Мамуковича, который был взят в плен и заключен в темницу Мухури. После этого он исчезает из исторических записей.